# Cmentarz żydowski w Moryniu
Cmentarz żydowski w Moryniu – nieczynny cmentarz wyznaniowy znajdujący się w Moryniu.
Cmentarz został założony około 1856 roku i był wykorzystywany do 1944 roku. Cmentarz zdewastowano w czasach III Rzeszy, zachowało się tylko osiem nagrobków i dom przedpogrzebowy (obecnie budynek mieszkalny). 31 maja 2006 roku na cmentarzu odsłonięto tablicę pamiątkową z inskrypcją, w trzech językach: hebrajskim, polskim i niemieckim, o treści „Cmentarz żydowski z początku XIX wieku. Tu spoczywają Żydzi z Morynia. Niech Pan zwiąże ich dusze w węzeł życia wiecznego". Odnowiono też zachowane macewy. Teren cmentarza o powierzchni 0,5 ha jest ogrodzony kamiennym murem.